# Mont Taishaku
Pour l’article homonyme, voir Mont Taishaku à Nikkō dans la préfecture de Tochigi.
Le mont Taishaku (帝釈山, Taishaku-san) est une montagne culminant à 586 m d'altitude et située dans l'arrondissement Kita-ku de Kobe dans la préfecture de Hyōgo au Japon.

## Histoire
Le mont Taishaku est le second plus haut sommet des monts Tanjō, chaîne qui fait elle-même partie des monts Rokkō. Le nom Taishaku vient de Śakra, une divinité du bouddhisme. Au sommet de cette montagne se trouvait l'Okuno-in du Myōｙō-ji dans lequel une sculpture de Śakra avait paraît-il été installée.